# フローサイトメーター
フローサイトメーター（Flow cytometer）は、フローサイトメトリーと呼ばれる分析手法に用いられる分析装置である。主に細胞を個々に観察する際に用いられる。

## 概要
近代的なフローサイトメーターは毎秒数万粒子をリアルタイムに分析することができる。さらに個々の粒子を分取できるものをセルソーターと呼び、対して分析のみができるものをセルアナライザーと呼ぶこともある。フローサイトメーターは顕微鏡と類似点を持ち、細胞の画像を見ることはできないが、各分析において個々の細胞に対し各種パラメータを自動で客観的に高分解能で測定できるという利点がある。組織培養した細胞の場合はひとつひとつの細胞の懸濁液にする必要がある。この装置は分子生物学、病理学、免疫学、植物生物学、海洋生物学など各種分野にて応用されている。

## 歴史
1947年、Wallace Coulterにより原理が考案され、1953年に流体による細胞数の計測器を実用化。1965年にMarck Fulwylerによりセルソーターが開発。1969年にはVan Dillaによりアルゴンレーザー搭載したフローサイトメーターが開発された。
早期のフローサイトメーターはより実験的なものであったが、近年は分析用試薬の充実とともに重要な市場を形成するにいたっている。

## 近年のフローサイトメーター
近年の装置は、複数のレーザーと複数の検出器を持つ（市販されているものでは最大4レーザー18パラメーターの解析が可能）ことによって複数の抗体による蛍光染色が可能であり、より正確に表現型に基づいた標的細胞数を計数することができる。近年上記の高性能化路線とは異なる機能を有する製品が現れてきている。例えば、1)シース液を不要としてメンテナンスフリーとした装置や、2)送液系を完全に使い捨てチップにすることで検体間クロスコンタミネーションフリーとした小型装置である。前者はシース液タンクの管理を不要とした装置であり、後者は臨床検体のコンタミネーションフリー評価やウイルス感染細胞や細菌のバイオハザード対応評価に適した装置となっている。

## 構造・部品
装置は6個の主要部品からなっている。
フローセル
検体を含む液を包む鞘液（シース液）の流れが検体を整列させる。それにより粒子をビーム照射軸を通過させ、検出器で検出させる光を発生させる。フローセル内でビーム照射を行う形式と空中に射出した検体を含むシース液に照射するJIA（Jet in Air）形式の装置とがある。

光源
ランプ（水銀、キセノン）、水冷高出力レーザー（アルゴン、クリプトン、色素の各レーザー）、低出力空冷レーザー（アルゴン (488nm), ヘリウムネオン (633nm), ヘリウムカドミウム (UV)、ダイオードレーザー(青, 緑, 赤, 紫)、固体レーザーがある。

検出器
前方散乱光(FSC)・側方散乱光(SSC)、蛍光シグナルを検出する。前方散乱光用検出器としてはフォトダイオードが使用される場合が多く、その他は光電子増倍管が使用されることが多い。

シグナル増幅システム
直線的もしくは対数的にシグナルを増幅する。検出器のアナログ出力信号を増幅するものである。

アナログ→デジタル変換システム
検出器の出力信号はアナログ信号であるため、これを信号処理するためにはデジタルに変換することが必要である。これにはAD変換器が使用される。このAD変換器のビット数が多いほど測定データのダイナミックレンズが広い。

コンピューター
シグナルを解析する。

## 解析
ヒストグラム・ドットプロット
フローサイトメーターから得られるデータは、1次元（ヒストグラム）または、2次元（ドットプロット）、3次元にプロット表示させる事が出来る。これらのデータ上でゲートによって定義された各集団を選択的にプロットすることも可能。プロットはしばしば対数軸で作製される。

コンペンセート
1基の蛍光検出器で1種の蛍光物質を検出することが理想であるが、一つの光源では蛍光可能な蛍光スペクトルが近似してしまう。複数の光源を利用することである程度の対策は可能だが、コスト的な問題などでそれが出来ない場合が多い。それにより複数の検出器に同じ蛍光物質の蛍光が検出されることが起こり、どの蛍光物質による蛍光であるのか正確な検出が妨げられる。そこで蛍光検出器で検出された光量を適切に減じ、原則的に1検出器で1蛍光物質を検出するように検出器間で調整が必要となる。それをコンペンセートと呼ぶ。コンペンセートを行った後にデータ集積する場合と、コンペンセートを行わずにデータ集積を行い、その後の解析行程でコンペンセートを行う場合とがある。

## メーカー・機種
BD BiosciencesFACSymphony / FACSMelody / FACSAria 等
Beckman Coulter
CytoFLEX / MoFlo / AQUIOS 等
SONYSH800S / FX500 / MA900 / SP6800Z / SA3800 / ID7000
Thermo Fisher Scientific
Bigfoot / Attune NxT
Cytek Biosciences
AURORA
NanoCellect Biomedical
WOLF
Millipore
guava easyCyte 8HT/6HT/6HT-2L/5HT, guava easyCyte 8/6/6-2L/5, Guava PCA-96,Guava PCA
PartecCyFlowML, CyFlowSpace, CyFlowSL, Galaxy; PAS; CCA; PA
PointCare TechnologiesAuRICA
CytopeiaInflux
DakoMoFlo, CyAn
AmnisImageStream imaging flow cytometer
ACEA Biosciences NovoCyte
On-chip Biotechnologies Co.,Ltd
On-chip Sort, On-chip Flow, FISHMN-R

## 応用分野
この装置は分子生物学、病理学、免疫学、植物生物学、海洋生物学など各種分野にて応用されている。
分子生物学
蛍光標識抗体を使用すると特に有用である。これらの特異的抗体は標的細胞の抗原に結合し、細胞の特異的な特徴に関する情報を集めるのに役立つ。
医学分野
利用価値が高く、特に移植、血液学、腫瘍免疫学、化学療法、遺伝学、再生医学などで用いられている。
海洋微生物学
光合成プランクトンを自家蛍光の特性を使って、計数、構造の特定をすることができる。
たんぱく質工学
イーストディスプレイとバクテリアディスプレイの結合により、希望する特徴を持つ細胞表面にディスプレイされたタンパク質を識別することができる。

## 測定可能なパラメーター
装置と蛍光色素の組み合わせ次第で以下のパラメータの測定が可能となる。
- volume and morphological complexity of cells
- cell pigments
- DNA (cell cycle analysis, cell kinetics, proliferation etc.)
- RNA
- chromosome analysis and sorting (library construction, chromosome paint)
- proteins
- cell surface antigens (CD markers)
- intracellular antigens (various cytokines, secondary mediators etc.)
- nuclear antigens
- enzymatic activity
- pH, intracellular ionized calcium, magnesium, membrane potential
- membrane fluidity
- apoptosis (quantification, measurement of DNA degradation, mitochondrial membrane potential, permeability changes)
- cell viability
- monitoring electropermeabilization of cells
- oxidative burst
- characterising multi-drug resistance (MDR) in cancer cells
- glutathione
- various combinations (DNA/surface antigens etc.)